# Tramlijn Amersfoort - Arnhem

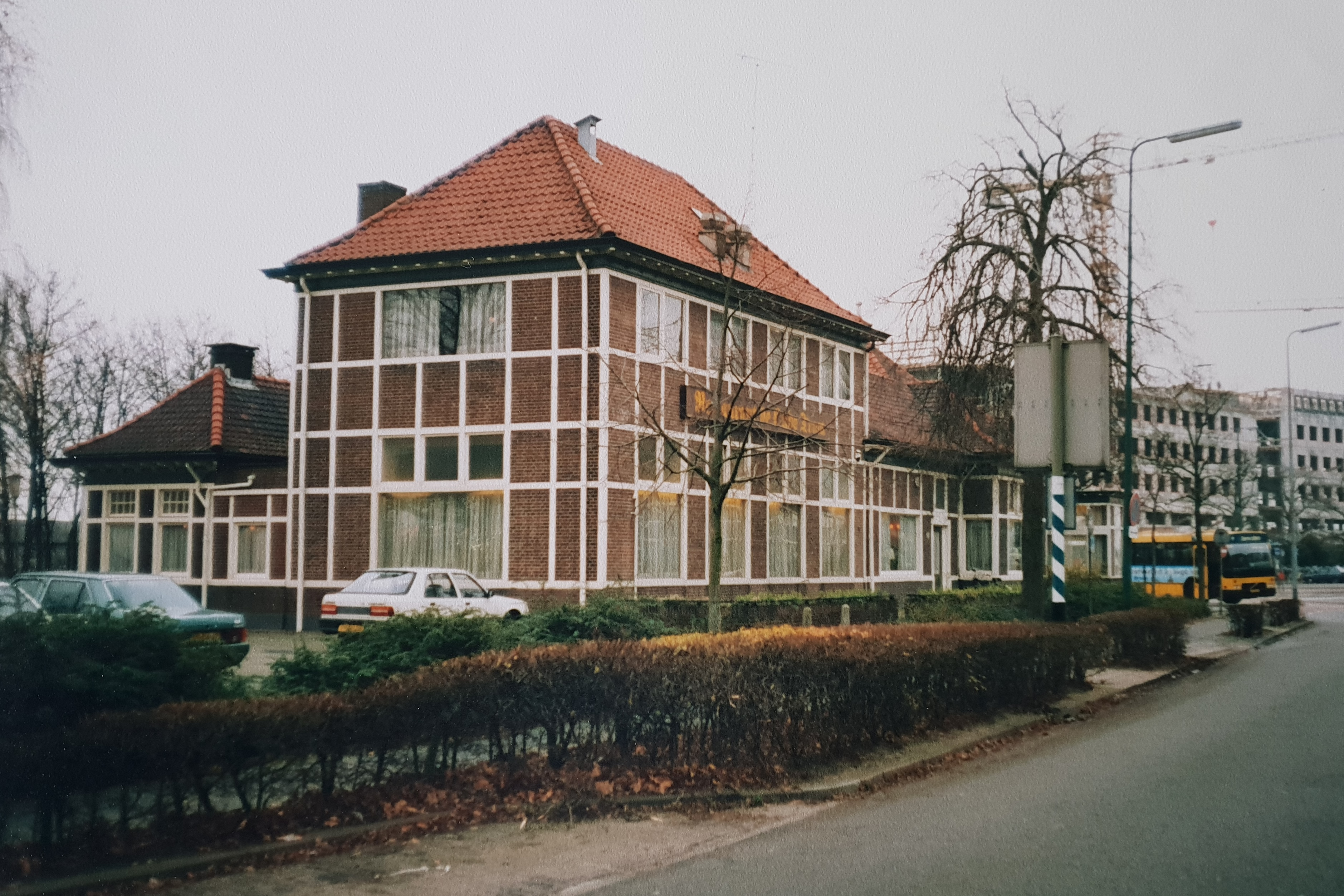
Voormalig tramstation Amersfoort in 1990.

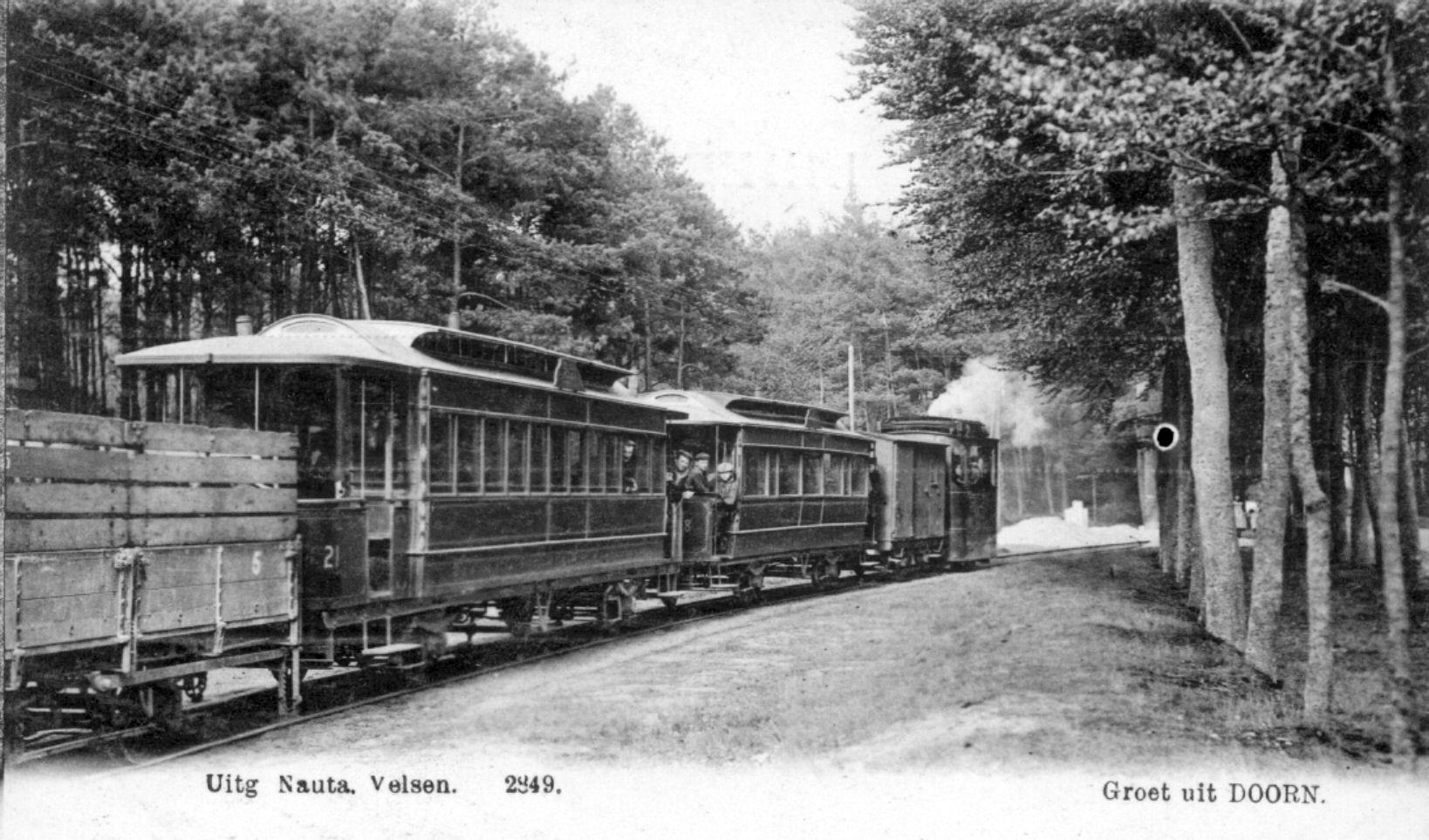
Stoomtram van de OSM in de omgeving van Doorn; circa 1900.

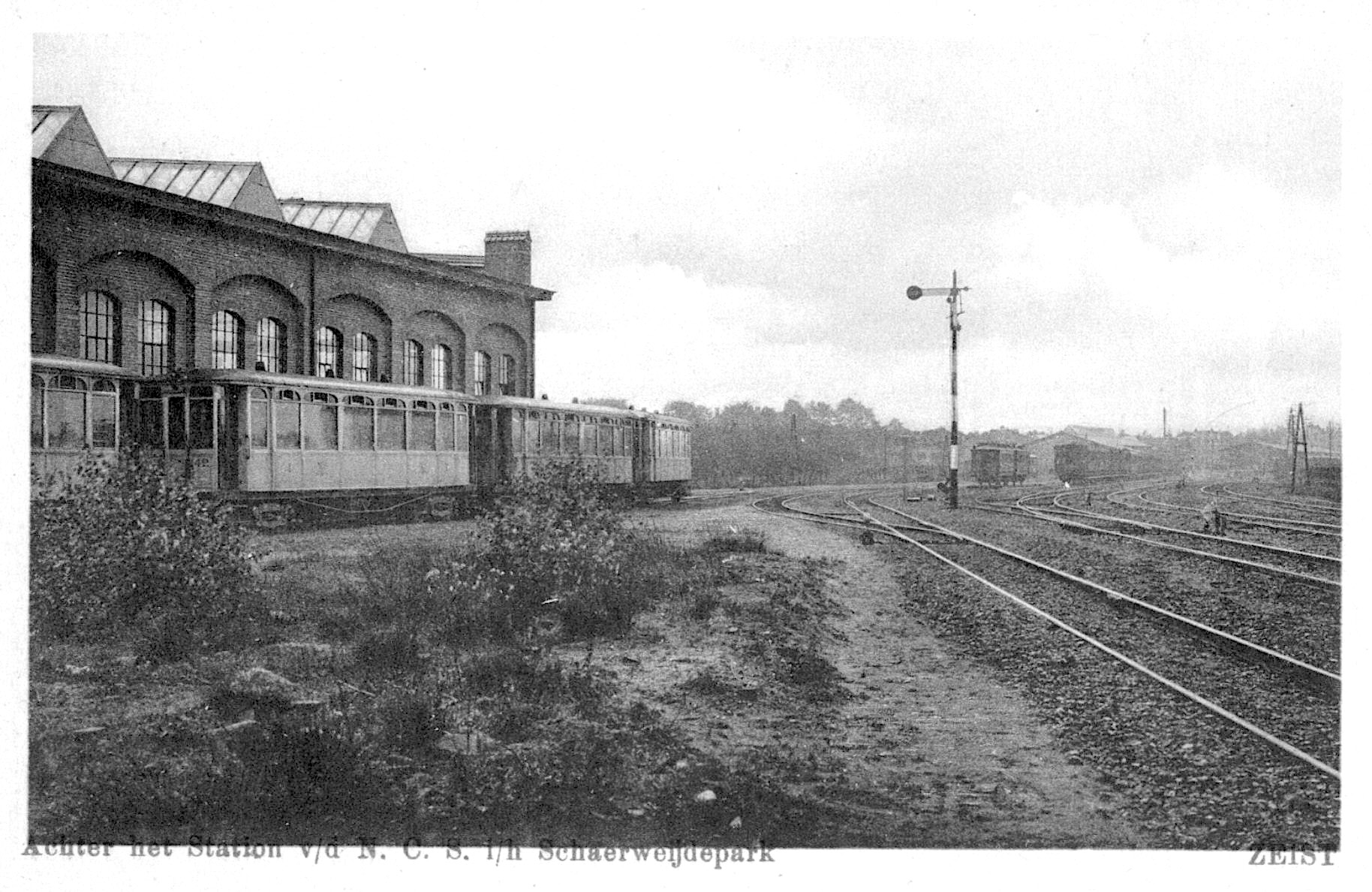
Emplacement bij Station Zeist met links rijtuigen van de OSM; circa 1910.

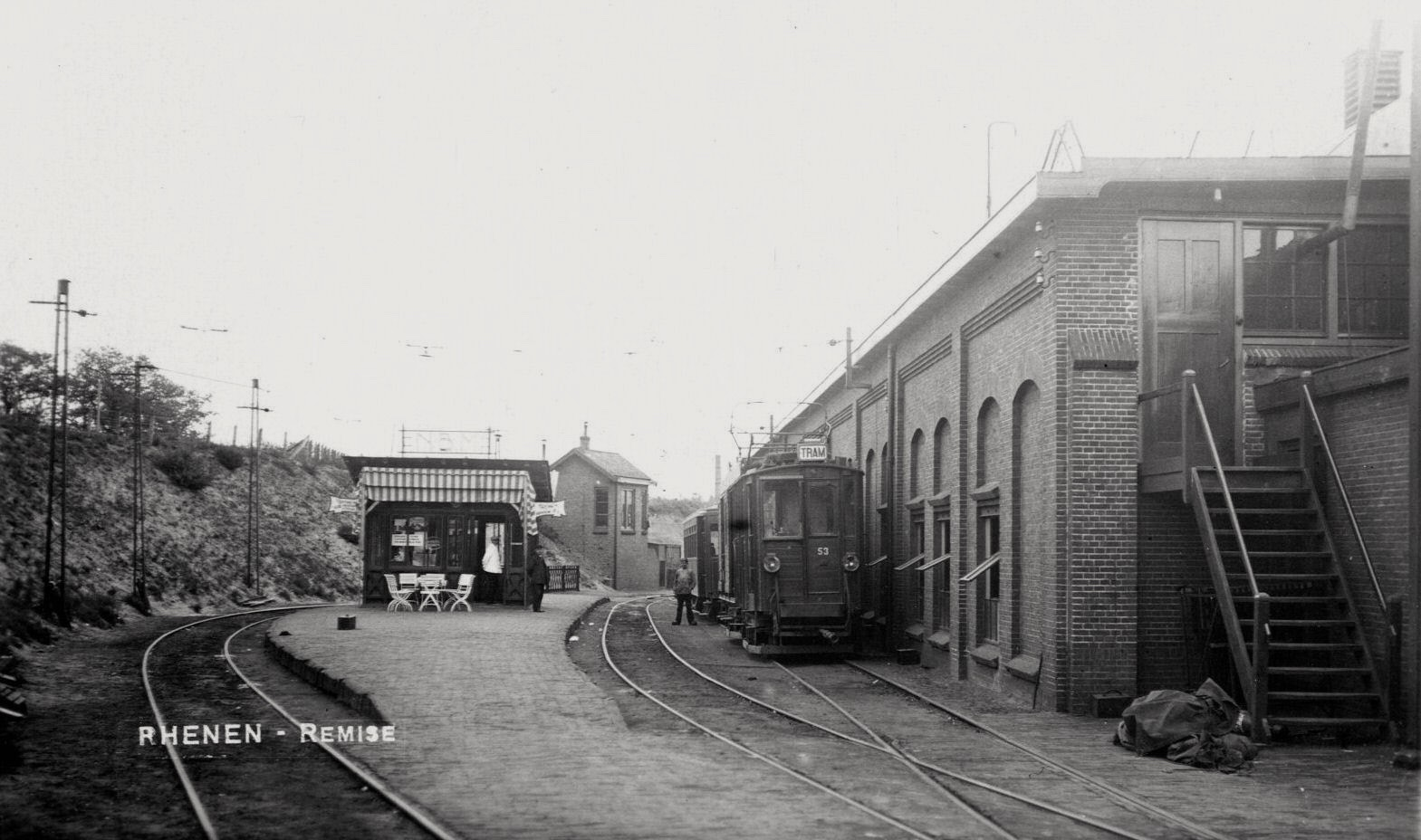
Tramremise van de NBM aan de Zwarteweg te Rhenen, met motorwagen 53 en links het perron van het tramstation; circa 1935.

De tramlijn Amersfoort – Arnhem is een voormalige tramverbinding tussen deze plaatsen van 1882 tot 1949. In 1922 werd de lijn geëlektrificeerd.

## Geschiedenis
Nadat in 1843 het eerste deel van de Rijnspoorweg tussen Amsterdam en Utrecht in gebruik werd genomen, vond een jaar later uitbreiding plaats tot aan het destijds zo genoemde station Zeist-Driebergen. Ondanks de benaming was het station echter op ruime afstand van de kernen van Zeist en Driebergen gelegen. In augustus 1880 startte de eerste particulier een regelmatige Omnibusdienst tussen het station en Driebergen. In 1882 volgde de Stichtsche Tramway-Maatschappij met een op rails rijdende paardentram tussen het station en Zeist. Twee maanden later startte de Ooster Stoomtram-Maatschappij met de exploitatie van een paardentram tussen het station en Driebergen-Dorp.
Beide bedrijven hadden dezelfde directeur en werkten nauw samen. De spoorwijdte van de lijn werd vastgesteld op 1067 mm (kaapspoor). Volgens bronnen was de aanleg van de uiteindelijk geplande lijn naar Arnhem hierdoor ƒ 200.000.- goedkoper dan bij normaalspoor (1435 mm). Wel had dit tot gevolg dat er geen doorgaande tramdienst mogelijk was naar De Bilt en Utrecht. In de latere jaren tachtig werd de lijn gestaag uitgebreid met hulp van de aanliggende gemeenten, die investeerden in hun bereikbaarheid. In oktober 1883 werd Doorn bereikt. Een dag voor kerst van hetzelfde jaar reed de tram tot aan Amerongen. Het jaar erop werd ook vanuit Arnhem het eerste lijngedeelte in gebruik genomen en wel tot Oosterbeek. In 1885 werd de zijtak van Doorn naar Wijk bij Duurstede in gebruik genomen. Een paar dagen later werd de tramlijn vanuit Oosterbeek doorgetrokken naar Wageningen. Ten slotte werd in 1886 en 1887 de gehele lijn tussen Zeist en Arnhem voltooid. Vanaf Oosterbeek deelde de tram de sporen met de Arnhemse tram tot aan de splitsing tussen de Utrechtse Weg en Onderlangs. Vanaf hier liep de tramlijn weer over een eigen tracé tot aan het eindpunt Hotel de Zon aan de Oude Kraan. 
Hoewel de lijn naar Zeist en die naar de Utrechtse Heuvelrug beide tot station Driebergen kwamen, was hier in eerste instantie wegens bezwaren van de Nederlandsche Rhijnspoorweg-Maatschappij (NRS) geen doorgaande dienst mogelijk. De minister had hiertoe al in 1882 besloten, maar de NRS bleef zich verzetten tegen een tramkruising over haar spoorlijn. Na vier jaar was de spoorwegkruising daadwerkelijk aangelegd en in gebruik genomen, waarna er doorgaande stoomtrams gingen rijden van Zeist naar Arnhem. Daarnaast bleven er in aansluiting op de treinen in Driebergen reguliere paardentramdiensten rijden naar Zeist en reden daarnaast facultatieve paardentrams naar Doorn, waarschijnlijk als gevolg van een tekort aan paardentrams.
In 1910 werd de lijn geëlektrificeerd tussen Zeist en Driebergen, wat zorgde voor een afname van de overlast in Zeist die de paarden- en stoomtrams leverden. Voor deze dienst werden 4 motorrijtuigen aangeschaft voor de prijs van 9240 gulden per stuk. Bij drukke dagen werden de oude paardentramrijtuigen als bijwagens gebruikt. In hetzelfde jaar werd de eerste zogenaamde 'Benzo-trams' geïntroduceerd, een eerste poging om de dure stoomtractie door motortractie te vervangen. Het was nog in de pioniertijd van de motortrams. Deze trams reden tussen Zeist en Arnhem. Op de steile hellingen tussen Rhenen en Arnhem hadden de Benzo's (goederenmotorwagens met een door een benzinemotor aangedreven elektrische installatie) grote moeite de zware trams omhoog te trekken. Er is veel geëxperimenteerd, maar uiteindelijk was elektrificatie van de tramlijn toch de beste oplossing, ondanks de dure aanleg van bovenleiding. De tramlijn Zeist – Amersfoort werd vanaf de opening in 1914 met motortractie geëxploiteerd. De benzineprijs steeg in die periode echter tot grote hoogte, tot zo'n ƒ 1,65 per liter, veroorzaakt door tekorten ten gevolge van de Eerste Wereldoorlog. Het leidde er in 1917 toe slechts 2 procent van de tramkilometers met Benzo's gereden werd, met daarnaast veel werk voor de stoomtrams. In 1924 werd deze lijn van bovenleiding voorzien. De zijlijn naar Wijk bij Duurstede heeft tot de opheffing altijd stoomtractie gehouden.
Wegens afname van het vervoer en de concurrentie met de autobus werd de tramlijn tussen Amersfoort en Rhenen in mei 1949 opgeheven en door een busdienst vervangen. Op het lijngedeelte tussen Rhenen en Oosterbeek was de NBM-tram al in 1937 verdwenen. Tussen Oosterbeek en Arnhem werd de dienst overgenomen door de GETA, deze kwam abrupt tot een einde op 17 september 1944 door de Slag om Arnhem. De verbinding met Rhenen stond ook op de nominatie voor verbussing, maar vanwege de oorlog en het niet meer beschikbaar zijn van bussen is de tram daar langer blijven rijden. Bij het herstel van de oorlogsschade in Rhenen werd de trambaan in dit stadje in 1941 nog verlegd naar een nieuw tracé door het herbouwde centrum. Dit was ook nodig om de remise in Rhenen voor de tram bereikbaar te houden. Acht jaar later verdween de tram alsnog.

## Dienstuitvoering
- Met de opening van de dienst tussen Zeist en station Zeist-Driebergen in april 1882 rijdt de Stichtsche Tramway-Maatschappij dagelijks een tiental retourritten tussen beide locaties in aansluiting op de aankomende en vertrekkende treinen op station Driebergen. De rijtijd bedraagt in elk geval minder dan 19 minuten.[2]
- De dienstregeling van 1 oktober 1893 vermeldt zeven trams per richting per dag tussen Zeist en Arnhem met een rijtijd van 4 uur en 20 minuten. Een groot deel van deze trams gaf in Doorn aansluiting op de tram naar Langbroek, Cothen en Wijk bij Duurstede. Die tram reed 8x per dag met een rijtijd van 36 minuten.[4] Daarnaast reden er nog enkele extra paardentrams tussen Zeist en Driebergen in aansluiting op de treinen.[2]
- In 1910 werd het lijngedeelte tussen station Zeist en station Driebergen geëlektrificeerd. Hierop reed een aparte tramdienst met tweeassige elektrische motorwagens (de 'beugeltram') in aansluiting op de stoptreinen, voordien was er een paardentramdienst. In 1911 reden deze motorwagens 26 retourritten per dag tussen het station en Zeist-dorp, naast de doorgaande stoomtrams tussen Zeist en Arnhem. Aan het einde van de Eerste Wereldoorlog is dit aantal ritten overigens afgenomen tot 16, wegens afgenomen vraag. Toen de rest van de lijn van bovenleiding werd voorzien werden de vier motorwagens verbouwd voor normaalspoor en deden verder dienst tussen Utrecht en Zeist. Hiervan is NBM-motorwagen 20 als museumtram bewaard gebleven en houdt bij de Electrische Museumtramlijn Amsterdam de herinnering levend aan de Zeister tram.
- De dienstregeling van 4 oktober 1925 laat de effecten zien van de elektrische tramdienst. De rijtijd tussen Zeist en Arnhem is afgenomen tot 2 uur en 49 minuten. Elk uur rijdt er een tram het volledige traject Arnhem – Amersfoort in 3 uur en 35 minuten. Daarnaast rijdt er ook elk uur een tram tussen Arnhem en Rhenen en tussen Doorn en Amersfoort. Op die trajecten is er dus vrijwel de hele tijd een halfuursdienst. Tussen Doorn en Wijk bij Duurstede rijden tot 12 stoomtrams per dag met een rijtijd van 35 minuten.[4]
- In 1947 werd tussen Amersfoort en Doorn een halfuursdienst gereden. Elk uur werd doorgereden tot Rhenen. De reistijd tot station Zeist bedroeg 30 minuten, tot Doorn 65 minuten en tot het eindpunt in Rhenen 2 uur.[5]

### Goederentrams
Hoewel bij tramlijnen voornamelijk wordt gedacht aan personenvervoer, heeft de tramlijn Amersfoort – Arnhem door de jaren een behoorlijk goederenvervoer gekend. Al vanaf de ingebruikname van de tramlijn werden enkele goederenwagens aangeschaft. In 1885 werd ƒ 3500.- opgebracht met goederenvervoer, naast ƒ 1650.- voor het vervoeren van post. Een jaar later steeg een jaar later tot meer dan ƒ 16.000.- Van 1887 tot 1917 reden er nachtposttrams over het gehele traject, met daarin ook een rijtuig voor late reizigers. Hoewel er dus speciale goederentrams reden, werden vaak goederenwagens door personentrams meegenomen. Langs de tramlijn waren bij diverse fabrieken emplacementen aangelegd, vooral bij de diverse steenfabrieken langs de Rijn. In het topjaar 1921 werd ƒ 203.000.- omgezet in het goederenvervoer. Eind jaren dertig was een groot deel van het goederenvervoer overgenomen door vrachtwagens. De beperkingen door de Tweede Wereldoorlog zorgden echter voor een opleving van het goederenvervoer. Zo werden in oktober 1943 gemiddeld 77 goederenwagens per dag vervoerd.

## Doorn – Wijk bij Duurstede

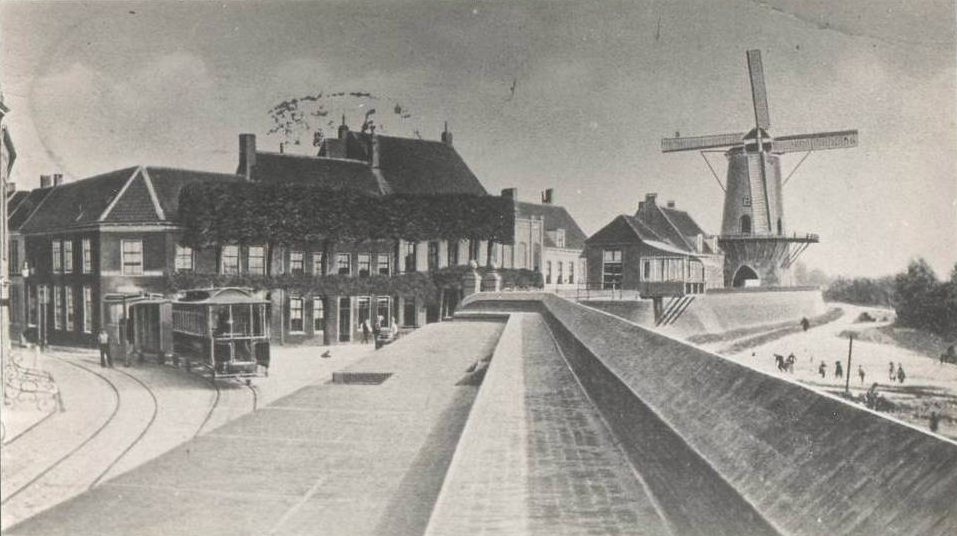
Eindpunt in Wijk bij Duurstede met stoomtram.

Tussen 25 maart 1883/1885 en 31 maart 1931 werd een zijlijn van Doorn naar Wijk bij Duurstede bereden. Daarvoor bestond er reeds vanaf 5 augustus 1880 tweemaal per dag een spoorwegomnibusdienst tussen de stad en station Driebergen. In mei 1884 nam de gemeenteraad van Wijk bij Duurstede een voorstel aan om voor ƒ 30.000.- deel te nemen in de te bouwen tramverbinding. Besloten werd de 8,8 kilometer lange lijn te bouwen in de richting van de Sandenburglaan in Doorn, waar aansluiting werd geboden op de tramlijn Zeist – Arnhem en waar ook een remise werd gebouwd. De lijn werd op 25 maart 1885 in gebruik genomen. In tegenstelling tot de hoofdlijn is deze tak nooit geëlektrificeerd en werd tot sluiting van de lijn met stoomtrams gereden. In de jaren twintig werden dagelijks zeven tot twaalf retourritten gereden met een rijtijd van 35 of 36 minuten. Bij enkele ritten werd het tramrijtuig aan de andere tram richting Amersfoort gekoppeld en andersom, zodat er doorgaande rijtuigen tussen Zeist en Wijk bij Duurstede waren. In het begin van de jaren twintig neemt de rendabiliteit van de lijn snel af door de komst van zogenaamde wilde bussen die het traject tussen Wijk bij Duurstede, Doorn en Amersfoort sneller afleggen. Op 31 maart 1931 rijden er voor het laatst trams over de zijlijn.
Het traject tussen Doorn en Wijk bij Duurstede voerde niet over het tracé van de huidige N227 doch over een traject dat ongeveer 1,5 kilometer oostelijker ligt. Ter hoogte van de Sandenburglaan in Doorn, waar zich destijds een tramremise bevond, boog de zijlijn van de hoofdlijn af. Een deel van de brug waar de tram bij Cothen de Kromme Rijn overstak zou nog bewaard zijn.

## Materieel

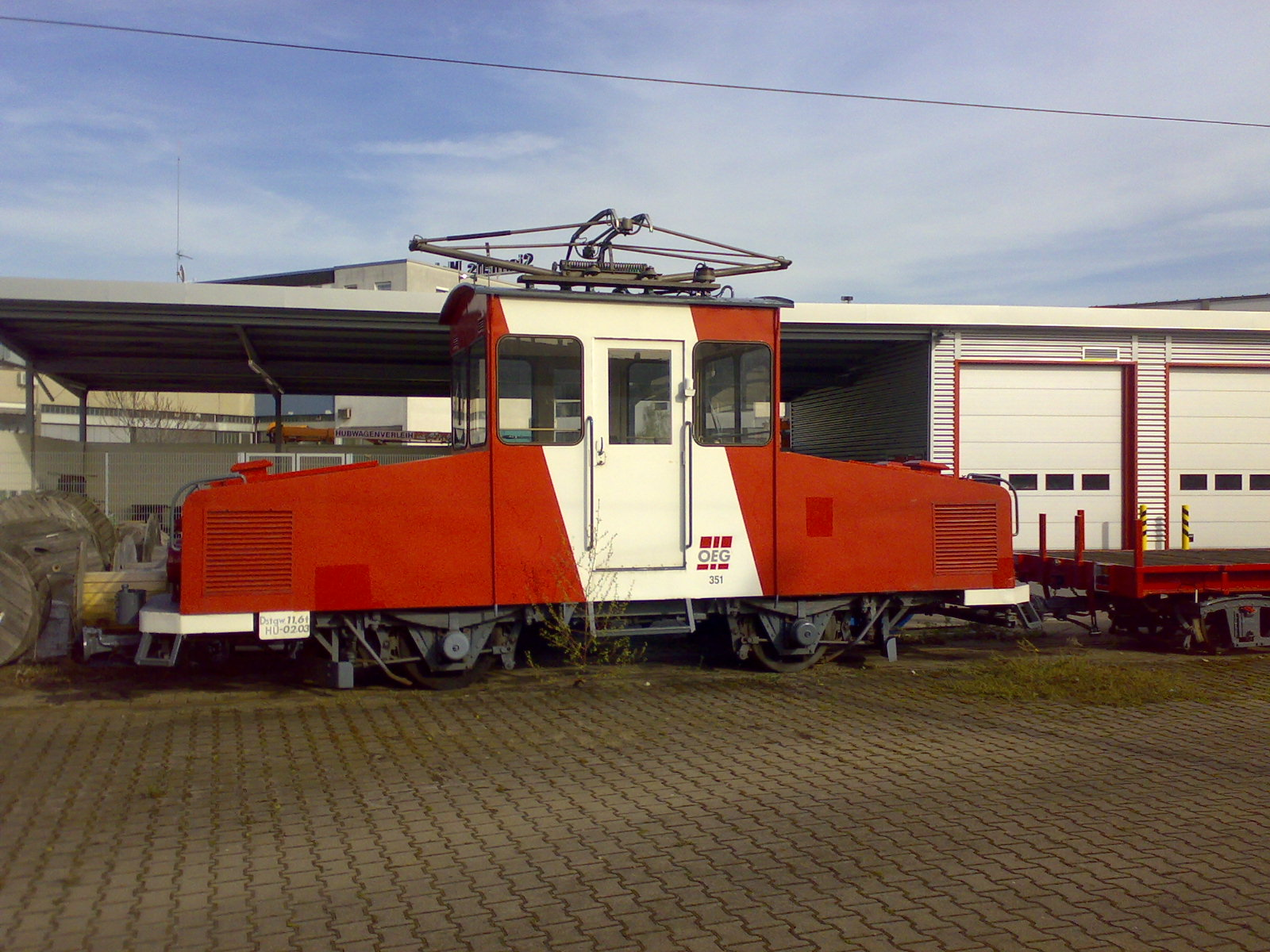
OEG 351, de voormalige NBM 50 (ex 15 uit 1900) als geheel verbouwde dienstmotorwagen 351 (ex 06, later 06) in Mannheim in 2007.

Het wagenpark van de lijnen tussen Amersfoort, Arnhem en de zijtak naar Wijk bij Duurstede heeft door de lengte en bestaansduur een gevarieerd karakter gehad. In eerste instantie begon tussen Zeist en Driebergen een paardentram. Na enkele jaren werd de lijn verlengd en werd de dienst uitgevoerd met stoomtramlocomotieven en bijbehorende rijtuigen en goederenwagons.
In de zomer van 1910 startte de Ooster Stoomtram-Maatschappij met een experiment met motorrijtuigen rijdend op benzol. In hetzelfde jaar reden er op de stadsdienst Driebergen – Zeist de eerste elektrische motorwagens. De rest van de lijn, met uitzondering van de zijtak naar Wijk bij Duurstede, werd in de jaren twintig van een bovenleiding voorzien met bijbehorende elektrische motorwagens.
Tijdens de Tweede Wereldoorlog werd een deel van het materieel gevorderd voor inzet in Duitsland. Een deel van het materieel werd in deze jaren zwaar beschadigd en kwam niet meer terug in dienst. Na opheffing van de tramdienst werd een groot deel van het wagenpark verkocht voor sloop in Duitsland. Een deel werd verkocht aan de Rotterdamsche Tramweg Maatschappij en onderdelen gingen naar Solingen.
De uit een stoomtram verbouwde rangeermotorwagen 50 werd verkocht aan de Oberrheinische Eisenbahn, daar geheel verbouwd en geschikt gemaakt voor meterspoor, vervolgens vernummerd tot 06 en in 1991 tot 351 om als werkmotorwagen te dienen. In 2013 werd de wagen in grijze kleuren teruggebracht als museumtram. In 2003 werd een vakantiewoning, verbouwd uit rijtuig 34 van de OSM, toegevoegd van de collectie van de Stoomtram Hoorn – Medemblik. Het is een van de weinige tastbare herinneringen aan de tramlijn.
Ook een postbagagewagen bleef bewaard. Dit betreft de OSM 1, bouwjaar 1899, die tegenwoordig verblijft bij het Nationaal Smalspoormuseum te Valkenburg.

### Stoomtramlocomotieven
| Serie        | Aantal | Bouwjaar  | Fabrikant               | Bijzonderheden                                                                                 | Afvoer     |
| ------------ | ------ | --------- | ----------------------- | ---------------------------------------------------------------------------------------------- | ---------- |
| 1-3          | 3      | 1882-'83  | Hohenzollern            | Werden in eerste instantie gebouwd voor de IJSM, maar daar konden de locomotieven niet rijden. | 1911-1912  |
| 4-6          | 3      | 1883      | Backer en Rueb 5-7      | Loc 5 in 1928/1930 verbouwd tot elektrische loc 49. 4: 'Arnhem', 5: 'Renkum', 6: 'Amerongen'.  | 1911-1931  |
| 7            | 1      | 1884      | Backer en Rueb 10       | 7: 'Doorn'.                                                                                    | 1911-1931  |
| 8-10         | 3      | 1885      | Backer en Rueb 13-15    | 8: 'Wijk-bij-Duurstede', 9: 'Wageningen', 10: 'Oranje Nassau'.                                 | 1911-1931  |
| 11-12        | 2      | 1887      | Backer en Rueb 34, 40   | 11: 'Rhenen', 12: 'Grebbe'.                                                                    | 1911-1931] |
| 13-14        | 2      | 1894      | Backer en Rueb 102, 103 | 13: 'Zeist', 14: 'Oosterbeek'.                                                                 | 1911-1931  |
| 15-17        | 3      | 1894-1905 | Backer en Rueb          | Loc 15 in 1936 verbouwd tot elektrische loc 50, later naar Duitsland.                          | 1922-1931  |
| 27           | 1      |           | Hanomag                 | Van 1917 tot 1920 gehuurd van de NCS van de tramlijn Zwolle - Blokzijl.                        |            |
| 17, 29, (30) | 2 (3?) |           |                         | Tijdelijk gehuurd van de Dedemsvaartsche Stoomtramweg-Maatschappij.                            |            |

### Benzo-elektrische locomotieven
| Serie | Aantal | Bouwjaar  | Fabrikant | Bijzonderheden | Afvoer    |
| ----- | ------ | --------- | --------- | --- | --------- |
| 1-18  | 18     | 1910-1912 | Werkspoor | Serie locomotieven met een experimentele aandrijving. 12 locomotieven werden tussen 1922 en 1926 voorzien van een elektrische installatie (51-62). Vijf werden er verbouwd tot gesloten goederenwagens (91-95) en één tot open goederenwagen (96). | 1922-1926 |

### Elektrische motorwagens
| Serie | Aantal | Bouwjaar  | Fabrikant         | Bijzonderheden | Vermogen | Afvoer    |
| ----- | ------ | --------- | ----------------- | --- | -------- | --------- |
| 20-23 | 4      | 1910      | Allan             | Voor inzet tussen Zeist en Driebergen. In 1924 verbouwd naar normaalspoor voor inzet tussen Utrecht en Zeist.              |          | 1924      |
| 49    | 1      | 1928/1930 | Werkplaats Rhenen | Voormalige stoomtramloc 5                                                                                                  | 81 kW    | 1949      |
| 501   | 1      | 1925      | Werkplaats Rhenen | Voormalige voorspanloc 51                                                                                                  | 40 kW    | 1936      |
| 502   | 1      | 1936      | Werkplaats Rhenen | Voormalige stoomtramloc 15. Na afvoer naar de Oberrheinische Eisenbahn waar delen nog steeds als museummotorwagen bestaan. | 81 kW    | 1949      |
| 51-62 | 12     | 1922-1926 | Werkplaats Rhenen | Voormalige benzol-motorwagens; goederenmotorwagens.                                                                        | 146 kW   | 1938-1948 |
| 71-84 | 14     | 1923-1924 | Werkspoor         | 71 in 1944 verbouwd tot rijtuig 71.                                                                                        | 162 kW   | 1940-1949 |
| 91-94 | 4      | 1930      | Beijnes           | | 235 kW   | 1949      |

### Rijtuigen
| Serie   | Aantal | Bouwjaar   | Fabrikant               | Bijzonderheden | Afvoer           |
| ------- | ------ | ---------- | ----------------------- | --- | ---------------- |
| 1-2     | 2      | 1883       | Herbrand                | Vierassig, In eerste instantie gebouwd voor IJSM. Plaats voor 50 personen. In 1889 vernummerd in 19-20                                                                                               | 1889             |
| 3-5     | 3      | 1882       | Beijnes                 | Paardentram | ?                |
| 6-11    | 6      | 1884       | Beijnes                 | Grote tweeassige rijtuigen met plaats voor 52 personen. | 1922-1926        |
| 12-17   | 6      | 1885       | Beijnes                 | Grote tweeassige rijtuigen met plaats voor 50 personen. | 1912-1924        |
| 19-20   | 2      | 1889       | Herbrand                | De voormalige 1 en 2 uit 1883. Reden tot 1912 vaak op de lijn naar Wijk bij Duurstede. De bak van wagen 20 bleef later een wachtlokaal in Doorn.                                                     | 1912             |
| 1-4     | 4      | 1889       | Beijnes                 | Paardentrams van STM. Later ook ingezet als versterkingsrijtuigen voor lijn naar Wijk bij Duurstede. Rijtuig 3 rekte bestaan door als keet te dienen op het emplacement van Zeist, inclusief kachel. | 1901, 1924, 1942 |
| 5       | 1      | 1890       | Beijnes                 | Open rijtuig, aangeschaft voor zomerse pendeltrams Arnhem – Oosterbeek. Reed nog maar weinig toen de Arnhemse tram op die route ging rijden. Stond vaak in Doorn.                                    | 1942             |
| 21-24   | 4      | 1897, 1901 | Beijnes                 | In eerste instantie tweeassers, in 1926 verbouwd tot vierassers. | 1938             |
| 1-2     | 2      | 1905       | Beijnes                 | Vrijwel gelijk als 21-24. Later ook verbouwd tot vierassers. | 1938             |
| 25-27   | 2      | 1907       | Beijnes                 | Voormalige 1-2 en een derde rijtuig. | 1912, 1924       |
| 30-54   | 25     | 1910-1911  | Allan                   | De 41, 42, 44-48 in 1946 naar RTM. De 34 was van 1952 tot 2003 noodwoning en is sindsdien opgenomen in de collectie van de Stoomtram Hoorn – Medemblik.                                              | 1940-1949        |
| 61-66   | 6      | 1925       | Werkspoor               | | 1949             |
| 91-96   | 6      | 1925       | Beijnes                 | | 1949             |
| 101-103 | 3      | 1923       | J.G. Brill; Birney Cars | Ex-Arnhemse tram 78-80 (1931); bestemd voor de Tramlijn Oosterbeek Laag | 1938             |
| 71      | 1      | 1944       | Werkplaats Rhenen       | Voormalig motorrijtuig 71. Na opheffing naar RTM als 1520 en pas in 1956 in gebruik genomen. | 1949             |

### Overig materieel
| Nummer                  | Bouwjaar | Fabrikant | Bijzonderheden                                                                      | Afvoer |
| ----------------------- | -------- | --------- | ----------------------------------------------------------------------------------- | ------ |
| -                       |          | Werkspoor | Verrijdbaar gelijkrichterstation. Verbouwd uit motorwagen 56 (voorheen Benzo 11)    |        |
| 1, 3                    |          |           | Postbagagewagens. De 1 is bewaard als museumtram bij het Nationaal Smalspoormuseum. |        |
| 32, 34                  |          |           | Gesloten goederenwagens                                                             |        |
| 36-45                   |          |           | Gesloten goederenwagens                                                             |        |
| 91-95                   |          |           | Gesloten goederenwagens verbouwd uit Benzo's. De 95 ging in 1943 naar de MBS        | 1943   |
| 96                      |          |           | Open goederenwagen verbouwd uit een Benzo (6)                                       |        |
| 158, 160, 173, 183, 195 |          |           | Open goederenwagens                                                                 |        |

## De tram in Rhenen

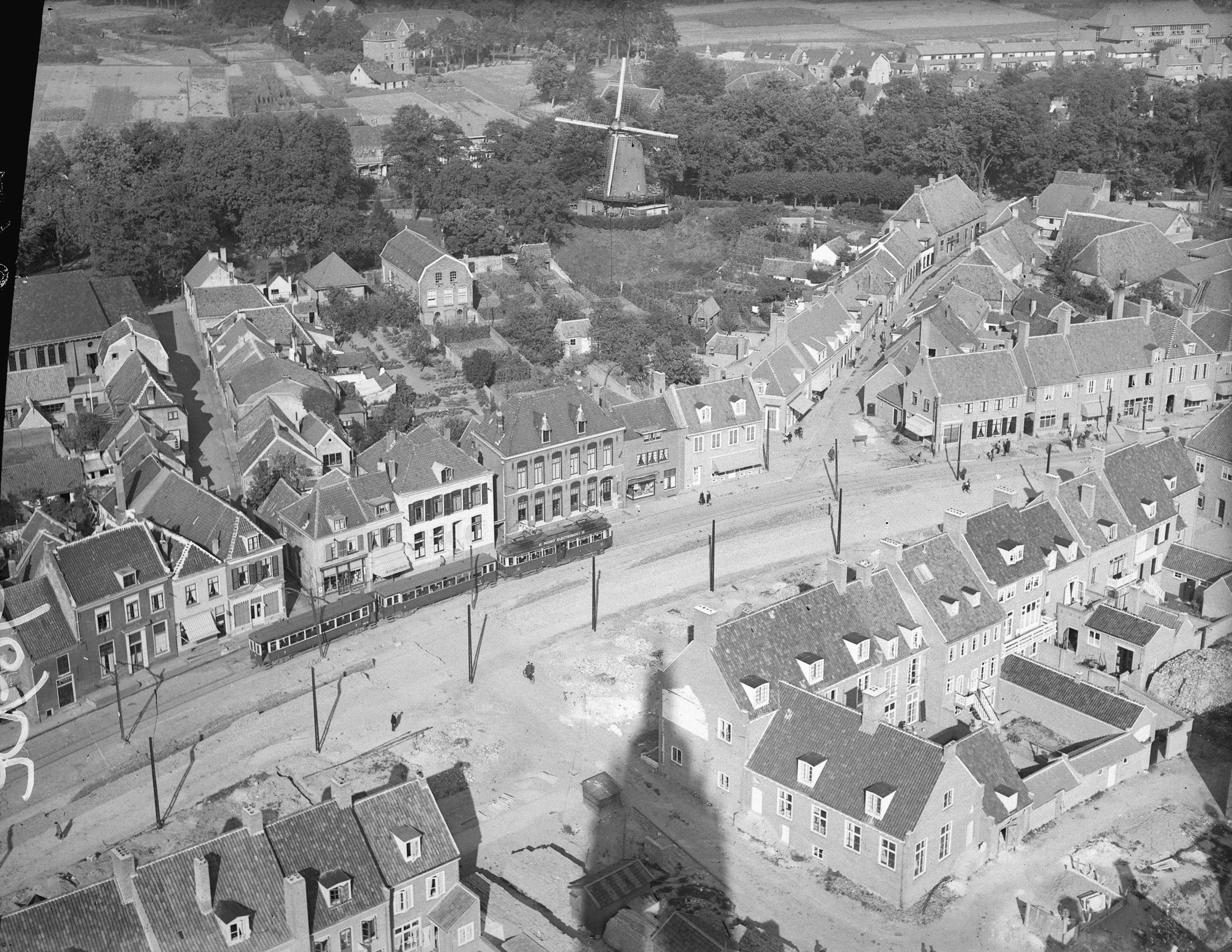
Tram van de NBM te Rhenen, gezien van af de Cuneratoren; 1941.
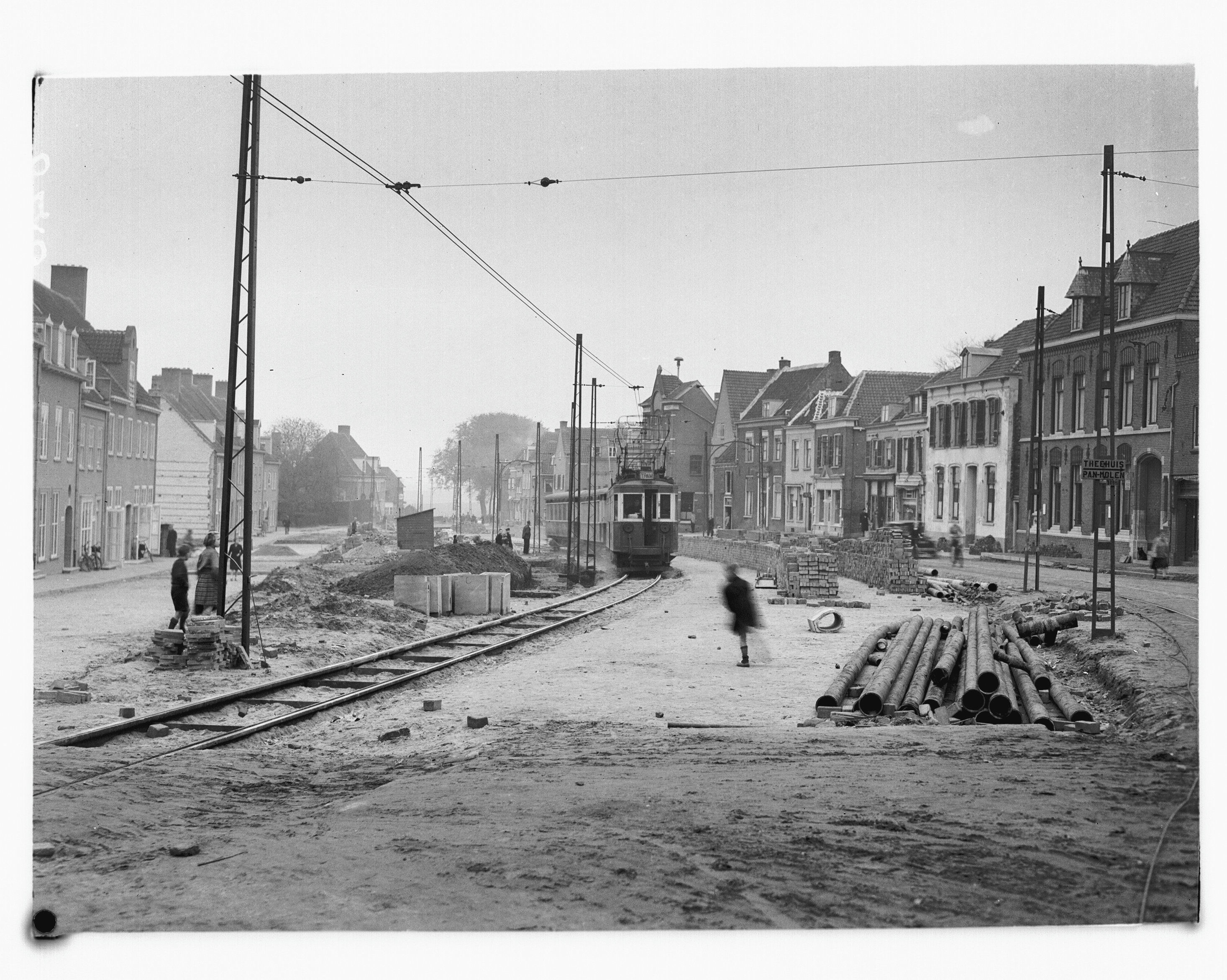
Tram van de NBM te Rhenen, na verlegging van het tramspoor na herstel van oorlogsschade uit 1940; 1941.
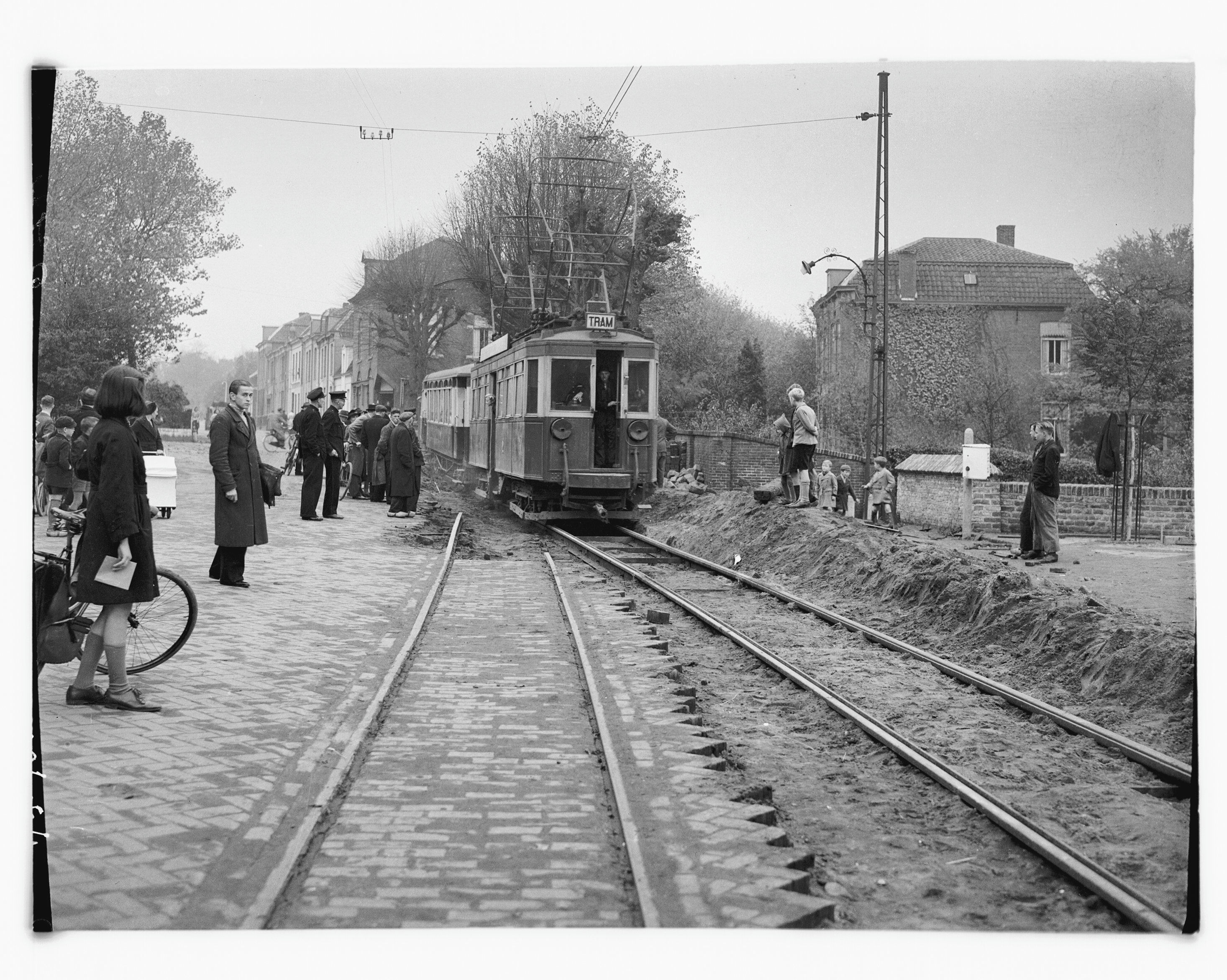
Tram van de NBM te Rhenen, na verlegging van het tramspoor na herstel van oorlogsschade uit 1940; 1941.
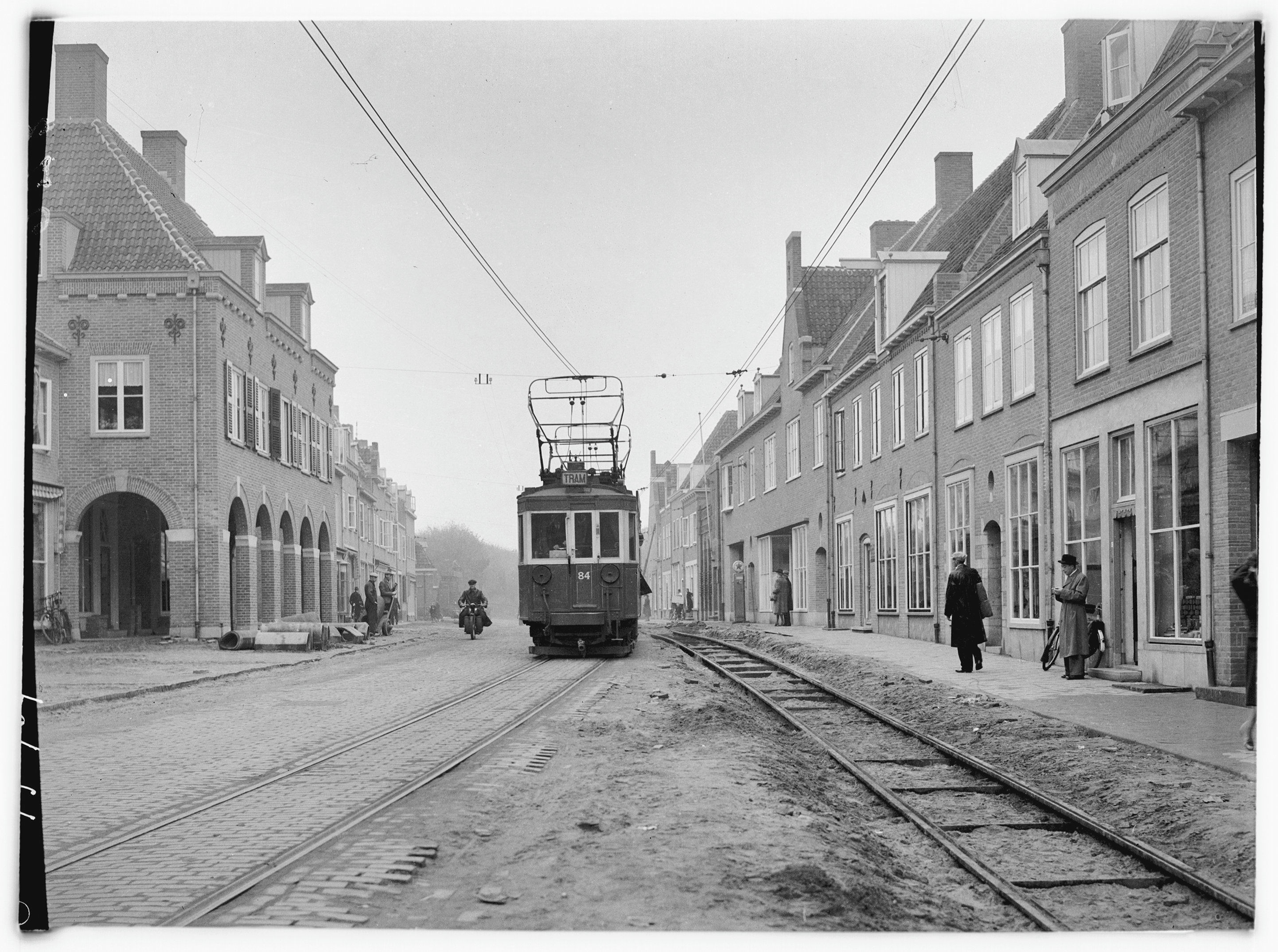
Tram van de NBM te Rhenen, na verlegging van het tramspoor na herstel van oorlogsschade uit 1940; 1941.